# Kukucie Małe
Kukucie Małe (lit. Kukutėliai) – wieś na Litwie leżąca nad jeziorem Orszweta, 6 km od Twerecza.

## Historia
Wieś była znana w 1744 roku jako miejscowość w rzymskokatolickiej parafii w Twereczu.
Wieś została opisana w Słowniku geograficznym Królestwa Polskiego. Z opisu wynika, że w 1883 roku wieś Kukucie (Kokucie) Małe leżała w powiecie święciańskim guberni wileńskiej Imperium Rosyjskiego. W 5 domach mieszkało 66 mieszkańców. 
W okresie międzywojennym wieś leżała w granicach II Rzeczypospolitej w gminie wiejskiej Twerecz, w powiecie święciańskim, w województwie wileńskim. Jej mieszkańcy podlegali pod parafię w Twereczu. 
Po agresji ZSRR na Polskę w 1939 roku wieś została zajęta przez Armię Czerwoną i włączona do BSRR, a w 1940 do LSRR. W latach 1941–1944 pod okupacją niemiecką. Następnie leżała w LSRR. Od 1991 roku w Republice Litewskiej.